# 86 Leonis
86 Leonis är en orange jätte i stjärnbilden Lejonet.
86 Leonis har visuell magnitud +5,55 och är väl synlig för blotta ögat vid god seeing. Den befinner sig på ett avstånd av ungefär 315 ljusår.